# Список птиц, занесённых в Красную книгу Казахстана
Список птиц, занесённых в Красную книгу Казахстана.

## Количество
По данным Казстат
| Степень                                               | Единица    | 1990 | 1995 | 2000  | 2001  | 2002  | 2003  | 2004  | 2005  | 2006  | 2007  | 2008  | 2009  | 2010  |
| Общее количество видов                                | #          | 500  | 500  | 500   | 500   | 500   | 500   | 500   | 500   | 500   | 500   | 500   | 500   | 500   |
| Из которых виды, находящиеся под угрозой исчезновения | количество | 29   | 32   | 30    | 30    | 30    | 30    | 30    | 30    | 32    | 32    | 32    | 32    | 32    |
|                                                       | %          | 5,8  | 6,4  | 6,0   | 6,0   | 6,0   | 6,0   | 6,0   | 6,0   | 6,4   | 6,4   | 6,4   | 6,4   | 6,4   |
| в том числе виды, находящиеся в критическом состоянии | количество | 11   | 14   | 15    | 15    | 15    | 15    | 15    | 15    | 16    | 16    | 16    | 16    | 16    |
|                                                       | %          | 37,9 | 43,8 | 50,0  | 50,0  | 50,0  | 50,0  | 50,0  | 50,0  | 50,0  | 50,0  | 50,0  | 50,0  | 50,0  |
| в том числе виды, находящиеся в опасном состоянии     | количество | 18   | 18   | 15    | 15    | 15    | 15    | 15    | 15    | 16    | 16    | 16    | 16    | 16    |
|                                                       | %          | 62,1 | 56,2 | 50,0  | 50,0  | 50,0  | 50,0  | 50,0  | 50,0  | 50,0  | 50,0  | 50,0  | 50,0  | 50,0  |
| в том числе уязвимые виды                             | количество | 0,0  | 0,0  | 0,0   | 0,0   | 0,0   | 0,0   | 0,0   | 0,0   | 0,0   | 0,0   | 0,0   | 0,0   | 0,0   |
|                                                       | %          | 0,0  | 0,0  | 0,0   | 0,0   | 0,0   | 0,0   | 0,0   | 0,0   | 0,0   | 0,0   | 0,0   | 0,0   | 0,0   |
| Из которых виды, находящиеся под охраной              | количество | 43,0 | 58,0 | 56,00 | 56,00 | 56,00 | 56,00 | 56,00 | 56,00 | 57,00 | 57,00 | 57,00 | 57,00 | 57,00 |
|                                                       | %          | 8,6  | 11,6 | 11,20 | 11,20 | 11,20 | 11,20 | 11,20 | 11,20 | 11,40 | 11,40 | 11,40 | 11,40 | 11,40 |

## Отряд Пеликанообразные

### Семейство Пеликановые
- Розовый пеликан (Pelecanus onocrotalus)
- Кудрявый пеликан (Pelecanus crispus)

## Отряд Аистообразные

### Семейство Цаплевые
- Жёлтая цапля (Ardeola ralloides)
- Малая белая цапля (Egretta garzetta)

### Семейство Ибисовые
- Колпица (Platalea leucorodia)
- Каравайка (Plegadis falcinellus)

### Семейство Аистовые
- Белый аист, туркестанский подвид (Ciconia ciconia asiatica)
- Чёрный аист (Ciconia nigra)

## Отряд Фламингообразные

### Семейство Фламинговые
- Фламинго (Phoenicopterus roseus)

## Отряд Гусеобразные

### Семейство Утиные
- Пискулька (Anser erythropus)
- Гусь-сухонос (Cygnopsis cygnoides)
- Краснозобая казарка (Rufibrenta ruficollis)
- Лебедь-кликун (Cygnus cygnus)
- Малый лебедь (Cygnus bewickii)
- Мраморный чирок (Anas angustirostris)
- Белоглазая чернеть (Aythya nyroca)
- Горбоносый турпан (Melanitta deglandi)
- Чёрный турпан (Melanitta fusca)
- Савка (Oxyura leucocephala)

## Отряд Соколообразные

### Семейство Скопиные
- Скопа (Pandion haliaetus)

### Семейство Ястребиные
- Змееяд (Circaetus gallicus)
- Орёл-карлик (Aquila pennatus)
- Степной орёл (Aquila rapax)
- Могильник (Aquila heliaca)
- Беркут (Aquila chrysaetos)
- Орлан-долгохвост (Haliaeetus leucoryphus)
- Орлан-белохвост (Haliaeetus albicilla)
- Бородач (Gypaetus barbatus)
- Стервятник (Neophron percnopterus)
- Кумай (Gyps himalayensis)

### Семейство Соколиные
- Кречет (Falco rusticolus)
- Балобан (Falco cherrug)
- Шахин (Falco pelegrinoides)
- Сапсан (Falco peregrinus)

## Отряд Курообразные

### Семейство Фазановые
- Алтайский улар (Tetraogallus altaicus)

## Отряд Журавлеобразные

### Семейство Журавлиные
- Стерх (Grus leucogeranus)
- Серый журавль (Grus grus)
- Журавль-красавка (Anthropoides virgo)

### Семейство Пастушковые
- Султанка (Porphyrio porphyrio)

### Семейство Дрофиные
- Дрофа (Otis tarda)
- Стрепет (Otis tetrax)
- Джек (Chlamydotis undulata)

## Отряд Ржанкообразные

### Семейство Ржанковые
- Кречетка (Chettusia gregaria)

### Семейство Кулики-сороки
- Серпоклюв (Ibidorhyncha struthersii)

### Семейство Бекасовые
- Кроншнеп-малютка (Numenius minutus)
- Тонкоклювый кроншнеп (Numenius tenuirostris)
- Азиатский бекасовидный веретенник (Limnodromus semipalmamatus)

### Семейство Чайковые
- Черноголовый хохотун (Larus ichthyaetus)
- Реликтовая чайка (Larus relictus)

## Отряд Рябкообразные

### Семейство Рябковые
- Чернобрюхий рябок (Pterocles orientalis)
- Белобрюхий рябок (Pterocles alchata)
- Саджа (Syrrhaptes paradoxus)

## Отряд Голубеобразные

### Семейство Голубиные
- Бурый голубь (Columba eversmanni)

## Отряд Совообразные

### Семейство Совиные
- Филин (Bubo bubo)

## Отряд Воробьинообразные

### Семейство Врановые
- Саксаульная сойка, илийский подвид (Podoces panderi ilensis)

#### Семейство Дроздовые
- Синяя птица (Myophonus caeruleus)

### Семейство Вьюрковые
- Большая чечевица (Carpodacus rubicilla)

### Семейство Мухоловковые
- Райская мухоловка (Terpsiphone paradisi)